# Hőrekord

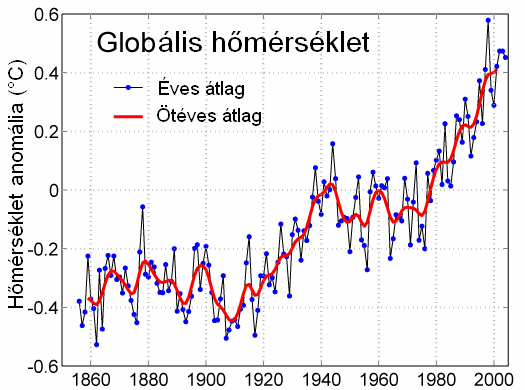
globális földfelszíni átlag hőmérséklet növekedés

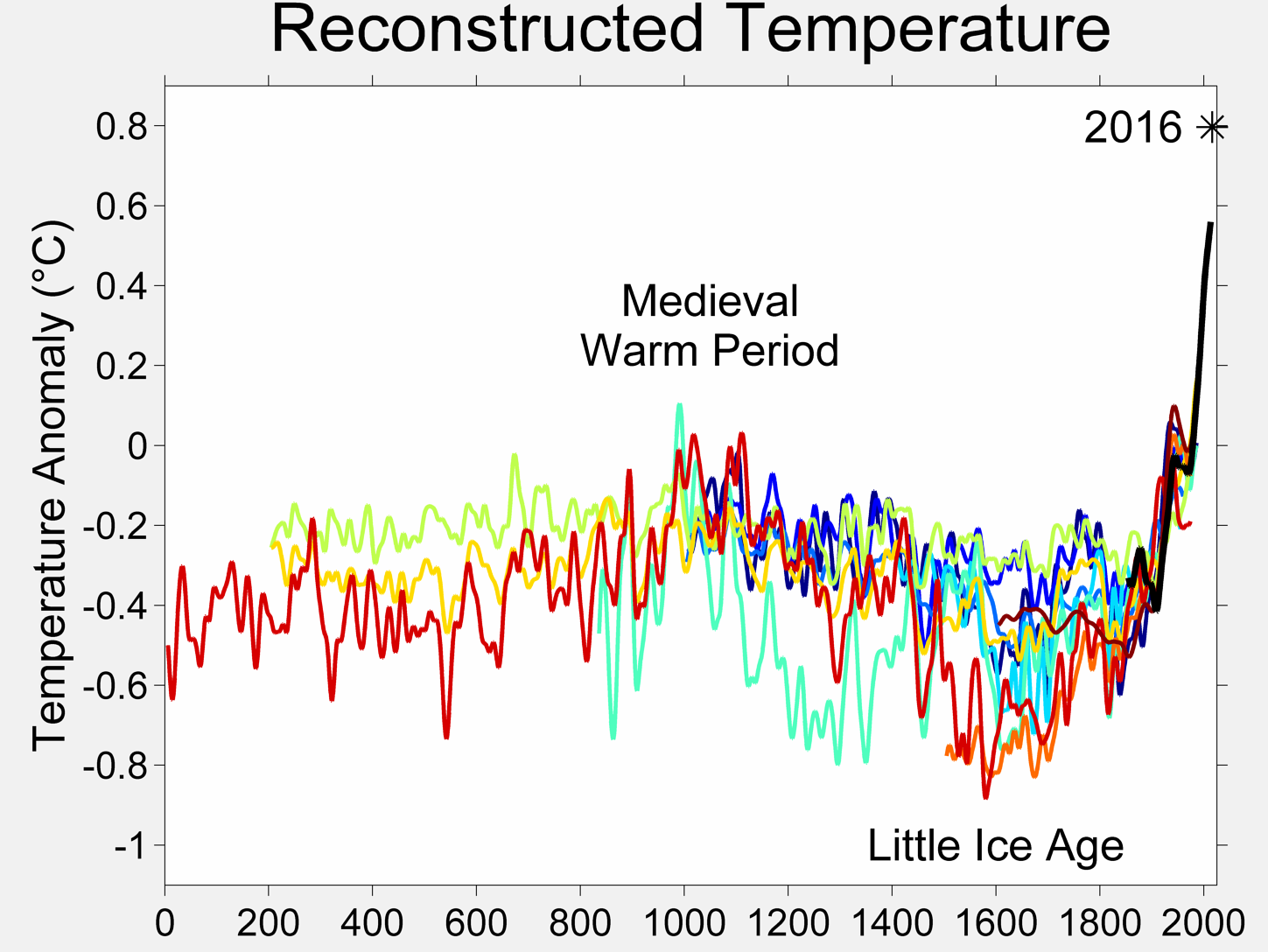
utolsó 2000 év adatai

A hőrekord az óceánok és a légköri levegő hőmérsékletének a változásait mutatja meg. 1850-től állnak rendelkezésre részletes adatok. 1979-től műholdakkal is mérik a troposzféra hőmérsékletét. Az 1950-es években Roger Revelle Haiti szigete fölött hőlégballonokból is mérte a levegő hőmérsékletét.
Másik lehetséges mérése a Föld átlagos középhőmérsékletének évekre lebontva a fák évgyűrűire, jégből vett mintákra irányul (jégmag). A légköri levegőben a szén-dioxid nagyarányú mennyisége az üvegházhatást idézi elő.
Legmelegebb 10 év adatai 1880 és 2006 között
|                   | Év   | Eltérés 1951–1980 átlagától |
| 1.                | 2005 | 0,63 °C                     |
| 2.                | 1998 | 0,57 °C                     |
| 3.                | 2002 | 0,56 °C                     |
| 4.                | 2003 | 0,55 °C                     |
| 5.                | 2006 | 0,54 °C                     |
| 6.                | 2004 | 0,49 °C                     |
| 7.                | 2001 | 0,48 °C                     |
| 8.                | 1997 | 0,40 °C                     |
| 9.                | 1995 | 0,38 °C                     |
| 10.               | 1990 | 0,38 °C                     |
| Forrás: NASA GISS |      |                             |